# Gens Calidia

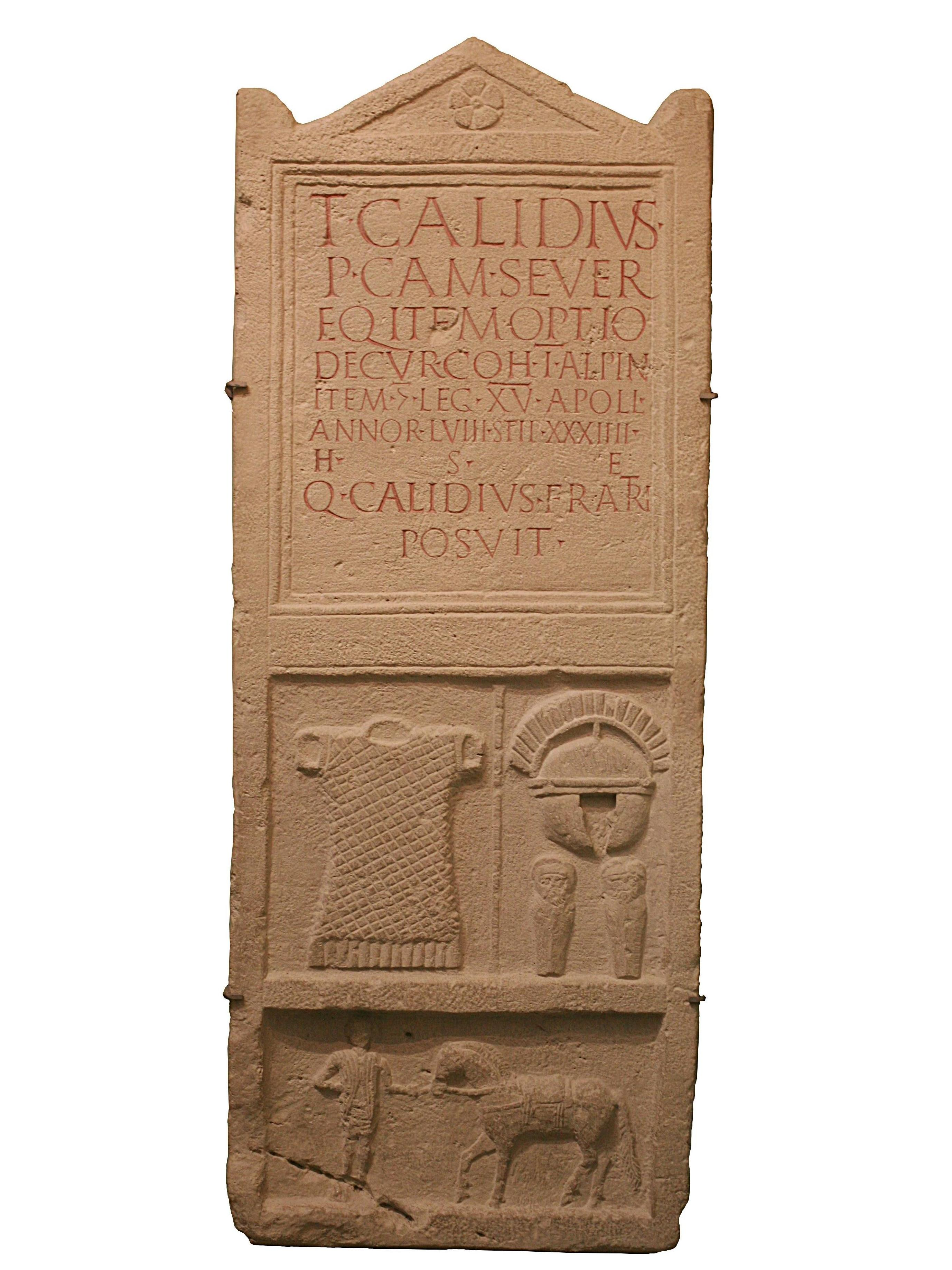
Monumento de Titus Calidius Severus.

La gens Calidia o Callidia fue una familia de la Antigua Roma durante el siglo final de la República. El primero de la gens en destacar fue Quintus Calidius, tribuno de la plebe en 99 y pretor en 79 a. C.

## Origen de la gens
El nomen Calidius es probablemente derivado del adjetivo latino calidus, que puede ser traducido como «tibio», «caliente», «fiero», o «apasionado».

## Praenomina utilizados por la gens
Se sabe que los primeros Calidii utilizaron los praenomina Quintus, Gnaeus, y Marcus. Bajo el Imperio se han encontrado también los nombres Publius y Titus.

## Ramas y cognomina de la gens
Entre los Calidii de la República no se sabe que se hayan dividido en familias. En tiempo imperial, una familia de esta gens llevó el apellido Severus.